# Hardtwald nördlich von Karlsruhe (Vogelschutzgebiet)
Das Gebiet Hardtwald nördlich von Karlsruhe ist ein 2007 eingerichtetes und mit Verordnung vom 5. Februar 2010 durch das Ministerium für Ernährung und Ländlichen Raum festgelegtes Europäisches Vogelschutzgebiet (Schutzgebietskennung DE-6916-441) im baden-württembergischen Landkreis Karlsruhe und der Stadt Karlsruhe in Deutschland.

## Lage
Das zum Hardtwald gehörige, rund 47 km² große Vogelschutzgebiet „Hardtwald nördlich von Karlsruhe“ liegt zwischen dem Karlsruher Schlossgarten im Süden, der Gemeinde Eggenstein-Leopoldshafen im Westen, der Gemeinde Graben-Neudorf im Norden und der Großen Kreisstadt Stutensee im Osten.

Es verteilt sich auf die Stadt Karlsruhe (1699,2 ha = 36,2 %) und die Stadt Stutensee sowie die Gemeinden Dettenheim, Eggenstein-Leopoldshafen, Graben-Neudorf und Linkenheim-Hochstetten im Landkreis Karlsruhe (3043,2 ha = 63,8 %).

## Beschreibung
Beschrieben wird das Schutzgebiet „Hardtwald nördlich von Karlsruhe“ als „Kiefernwald mit Buchen, Eichen, Hainbuchen und Linden auf Sand, zum Teil als Laubunterbau, zum Teil Altbestände (Stieleichen), lichte und offene Bereiche, aufgelassene renaturierte Kiesgrube mit ausgedehnten Flachwasserzonen, Steilufern und Inseln“.

### Bedeutung
Im Vogelschutzgebiet „Hardtwald nördlich von Karlsruhe“ gibt es den größten Ziegenmelker-Brutbestand und bedeutende Brutvorkommen von Schwarzspecht und Hohltaube in Baden-Württemberg.

### Lebensraumklassen
|                                                                       |                                                                       |  |      |      |
| N06 – Binnengewässer, stehend und fließend                            | N06 – Binnengewässer, stehend und fließend                            |  | 1 %  | 1 %  |
| N14 – Trockengelegtes Grünland                                        | N14 – Trockengelegtes Grünland                                        |  | 2 %  | 2 %  |
| N17 – Nadelwald                                                       | N17 – Nadelwald                                                       |  | 5 %  | 5 %  |
| N19 – Mischwald                                                       | N19 – Mischwald                                                       |  | 91 % | 91 % |
| N23 – Sonstiges (Städte, Straßen, Deponien, Gruben, Industriegebiete) | N23 – Sonstiges (Städte, Straßen, Deponien, Gruben, Industriegebiete) |  | 1 %  | 1 %  |
|                                                                       |                                                                       |  |      |      |

## Schutzzweck
Die gebietsbezogenen Erhaltungsziele sind je nach Art unterschiedlich beschrieben:

### Brutvögel
Brutvogelarten, die im Anhang I der Vogelschutzrichtlinie aufgelistet und für die in ganz Europa besondere Maßnahmen anzuwenden sind. In diese Kategorie fallen in Baden-Württemberg insgesamt 39, im Schutzgebiet „Hardtwald nördlich von Karlsruhe“ zehn Arten.

#### Eisvogel(Alcedo atthis)

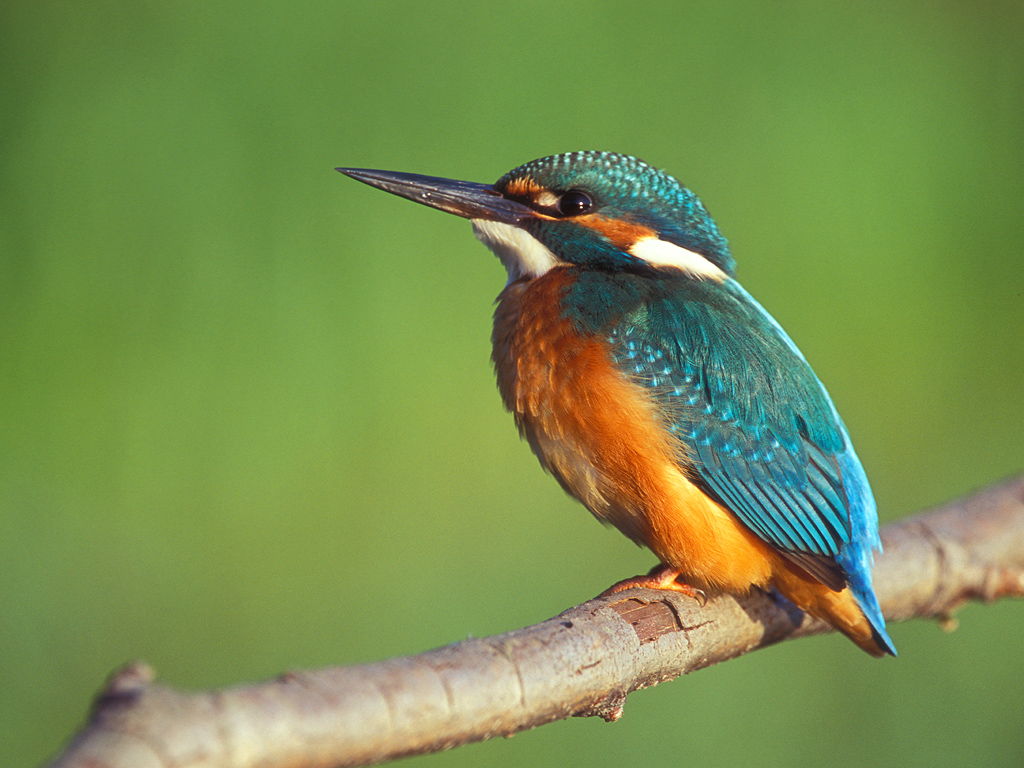
Eisvogel

Erhaltung der naturnahen Gewässer, von Steilwänden und Abbruchkanten aus grabbarem Substrat in Gewässernähe, von für die Brutröhrenanlage geeigneten Wurzeltellern umgestürzter Bäume in Gewässernähe, von Strukturen, die als Ansitz für die Jagd genutzt werden können wie starke Ufergehölze mit über das Gewässer hängenden Ästen, Erhaltung einer Wasserqualität, die gute Sichtbedingungen für den Beutefang gewährleistet, einer Gewässerdynamik, die die Neubildung von zur Nestanlage geeigneten Uferabbrüchen ermöglicht, Erhaltung von Sekundärlebensräumen wie aufgelassene Abbaustätten mit Gewässern und Steilufern, des Nahrungsangebots mit Kleinfischarten und Jungfischaufkommen sowie Erhaltung störungsfreier oder zumindest störungsarmer Fortpflanzungsstätten während der Fortpflanzungszeit vom 15. Februar bis zum 15. September.

#### Fluss-Seeschwalbe(Sterna hirundo)
Erhaltung der naturnahen Seen mit Schotter- und Kiesbänken oder Schwemmsandinseln, Erhaltung einer Wasserqualität, die gute Sichtbedingungen für den Beutefang gewährleistet, Erhaltung von Nistgelegenheiten, von Sekundärlebensräumen wie aufgelassene Abbaustätten mit offenen Kiesinseln, Erhaltung des Nahrungsangebots mit Kleinfischarten und Jungfischaufkommen sowie Erhaltung störungsfreier oder zumindest störungsarmer Fortpflanzungsstätten während der Fortpflanzungszeit vom 1. April bis zum 30. September.

#### Grauspecht(Picus canus)
Erhaltung von reich strukturierten lichten Laub- und Laubmischwäldern mit Offenflächen zur Nahrungsaufnahme, von Auenwäldern, von extensiv bewirtschafteten Streuobstwiesen, Erhaltung der Magerrasen, mageren Mähwiesen oder Viehweiden, Erhaltung von Randstreifen, Rainen, Böschungen und gesäumten gestuften Waldrändern, von Altbäumen und Altholzinseln, von Totholz, insbesondere von stehendem Totholz, Erhaltung der Bäume mit Großhöhlen sowie des Nahrungsangebots.

#### Heidelerche(Lullula arborea)

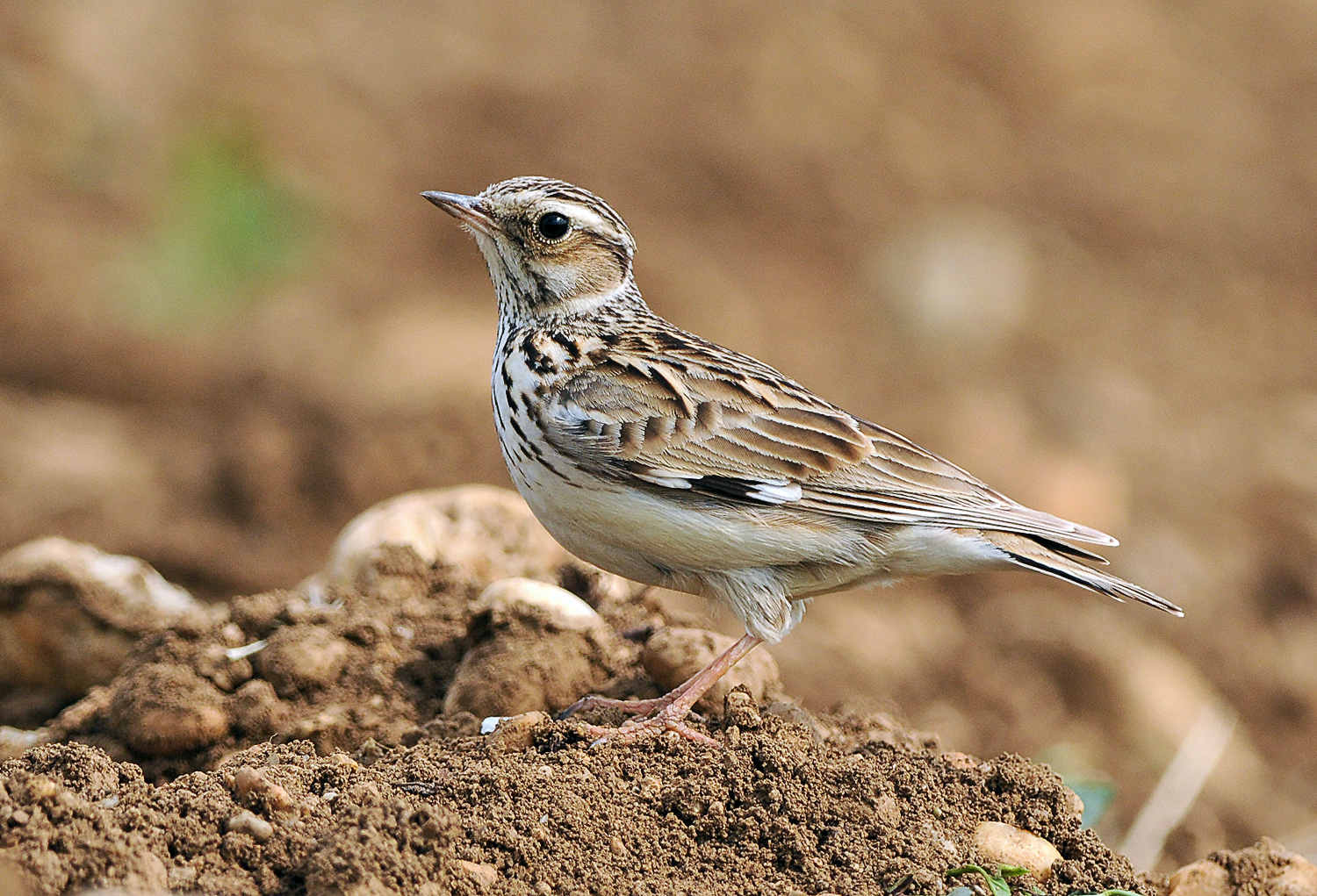
Heidelerche

Erhaltung der großflächigen Mager- und Trockenrasen sowie Heiden, Erhaltung von größeren Waldlichtungen, von Borstgrasrasen und Flügelginsterheiden, von trockenen, sonnigen, vegetationsarmen bzw. -freien Stellen, Erhaltung einer lückigen und lichten Vegetationsstruktur mit vereinzelten Büschen und Bäumen, Erhaltung von Rand- und Saumstrukturen sowie Brachland, von Sekundärlebensräumen wie aufgelassene Sand- und Kiesgruben mit flächigen Rohbodenstandorten, Erhaltung des Nahrungsangebots, insbesondere mit Insekten im Sommerhalbjahr sowie Erhaltung störungsfreier oder zumindest störungsarmer Fortpflanzungsstätten während der Fortpflanzungszeit im Zeitraum vom 15. Februar bis zum 15. August.

#### Mittelspecht(Dendrocopos medius)
Erhaltung von Laub- und Laubmischwäldern, insbesondere mit Eichenanteilen, von Auen- und Erlenwäldern, von extensiv bewirtschafteten Streuobstwiesen, von Altbäumen und Altholzinseln, von stehendem Totholz sowie Bäumen mit Höhlen.

#### Neuntöter(Lanius collurio)

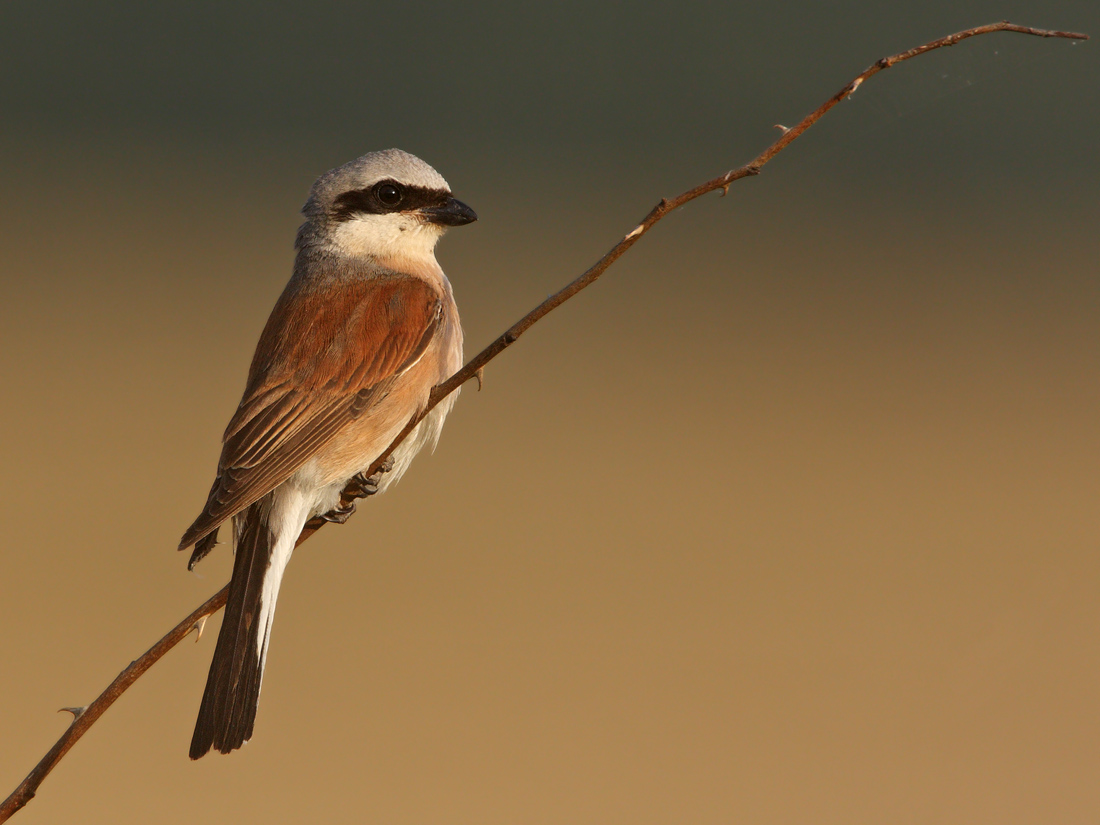
Neuntöter

Erhaltung von extensiv bewirtschafteten Streuobst-, Grünland- und Heidegebieten, von Nieder- und Mittelhecken aus standortheimischen Arten, insbesondere dorn- oder stachelbewehrte Gehölze, Erhaltung der Streuwiesen und offenen Moorränder, Erhaltung von Einzelbäumen und Büschen in der offenen Landschaft, von Feldrainen, Graswegen, Ruderal-, Staudenfluren und Brachen, Acker- und Wiesenrandstreifen, von Sekundärlebensräumen wie aufgelassene Abbaustätten mit vorgenannten Lebensstätten sowie Erhaltung des Nahrungsangebots, insbesondere mit größeren Insekten.

#### Rohrweihe(Circus aeruginosus)
Erhaltung der Verlandungszonen, Röhrichte und Großseggenriede, der Feuchtwiesenkomplexe, insbesondere mit Streuwiesen oder extensiv genutzten Nasswiesen, der Lebensräume ohne Gefahrenquellen wie nicht vogelsichere Freileitungen und Windkraftanlagen, Erhaltung von Gras- und Staudensäumen, von Sekundärlebensräumen wie aufgelassene Abbaustätten mit vorgenannten Lebensstätten sowie Erhaltung störungsfreier oder zumindest störungsarmer Fortpflanzungsstätten während der Fortpflanzungszeit vom 15. März bis zum 15. September.

#### Rotmilan(Milvus milvus)

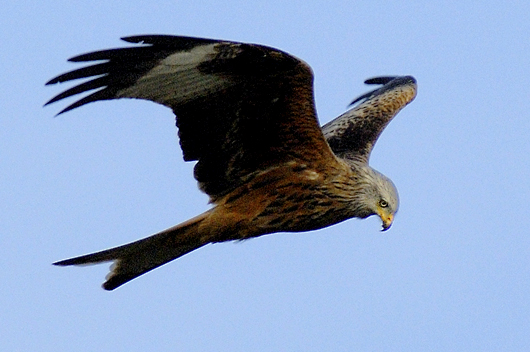
Rotmilan

Erhaltung von vielfältig strukturierten Kulturlandschaften mit lichten Waldbeständen, von Feldgehölzen, großen Einzelbäumen und Baumreihen in der offenen Landschaft, von Grünland, von Altholzinseln und alten, großkronigen Bäumen mit freier Anflugmöglichkeit, Erhaltung der Bäume mit Horsten, der Lebensräume ohne Gefahrenquellen wie nicht vogelsichere Freileitungen und Windkraftanlagen sowie die Erhaltung störungsfreier oder zumindest störungsarmer Fortpflanzungsstätten während der Fortpflanzungszeit vom 1. März bis zum 31. August.

#### Schwarzspecht(Dryocopus martius)
Erhaltung von ausgedehnten Wäldern, Altbäumen und Altholzinseln, Totholz, Erhaltung der Bäume mit Großhöhlen sowie des Nahrungsangebots, insbesondere mit Ameisen.

#### Ziegenmelker(Caprimulgus europaeus)

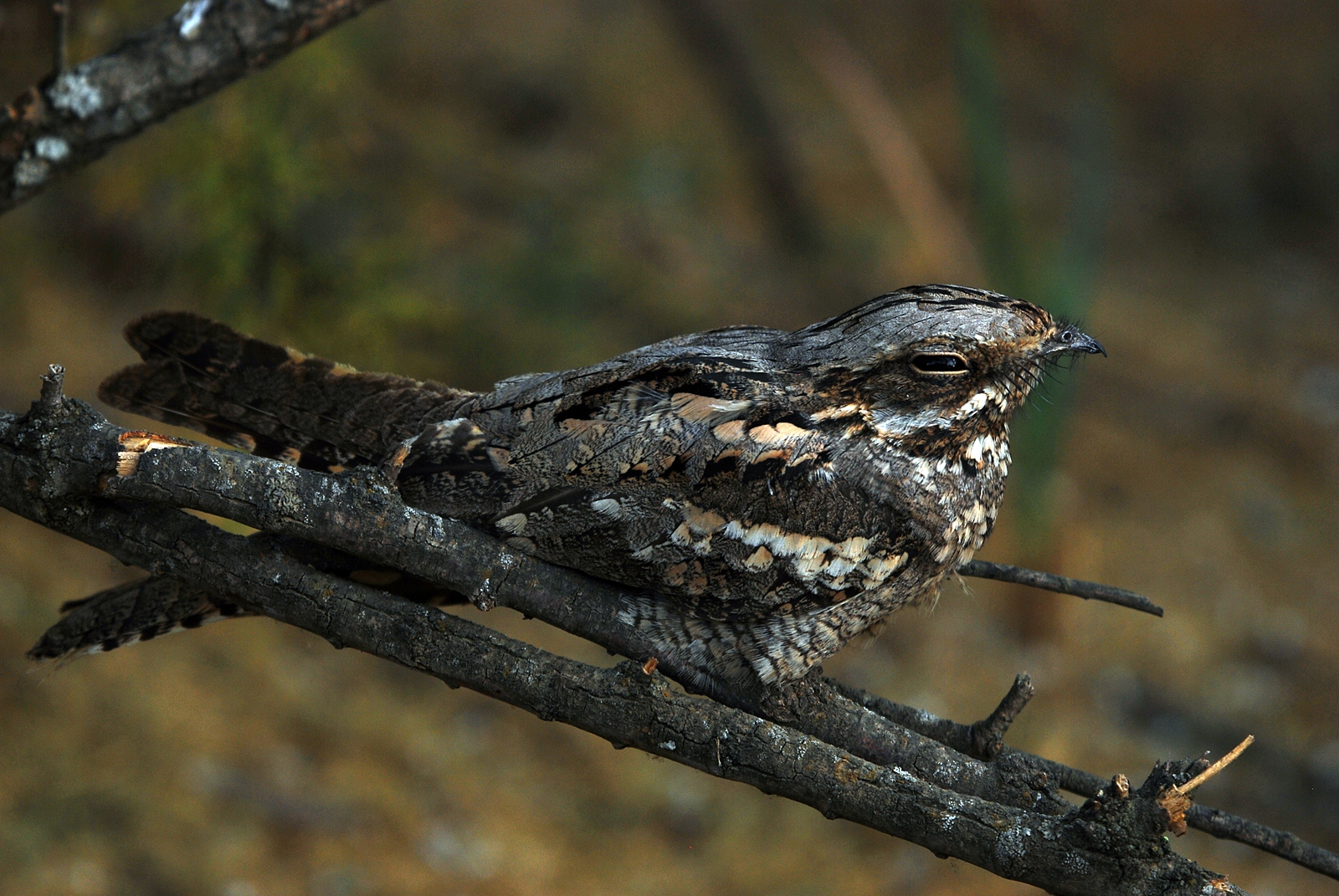
Ziegenmelker

Erhaltung von lichten Waldbeständen vor allem auf sandigen Standorten, von größeren offenen Bereichen wie Lichtungen, Pionierwaldstadien und Schneisen im Wald, von breiten Wegsäumen im Wald, von Rohbodenflächen und Flächen mit niedrigem Bewuchs, von einzelnen freistehenden Kiefern innerhalb der offenen Bereiche im Wald, Erhaltung des Nahrungsangebots, insbesondere mit nachtaktiven Fluginsekten sowie Erhaltung störungsfreier oder zumindest störungsarmer Fortpflanzungsstätten während der Fortpflanzungszeit (1. Mai – 31. August).

### Zugvögel
Weitere, nicht in Anhang I aufgelistete Zugvogelarten, die im Land brüten und für die Schutzgebiete ausgewählt wurden. In diese Kategorie fallen in Baden-Württemberg insgesamt 36 Arten; im Schutzgebiet „Hardtwald nördlich von Karlsruhe“ sind zehn Arten erfasst.

#### Baumfalke(Falco subbuteo)

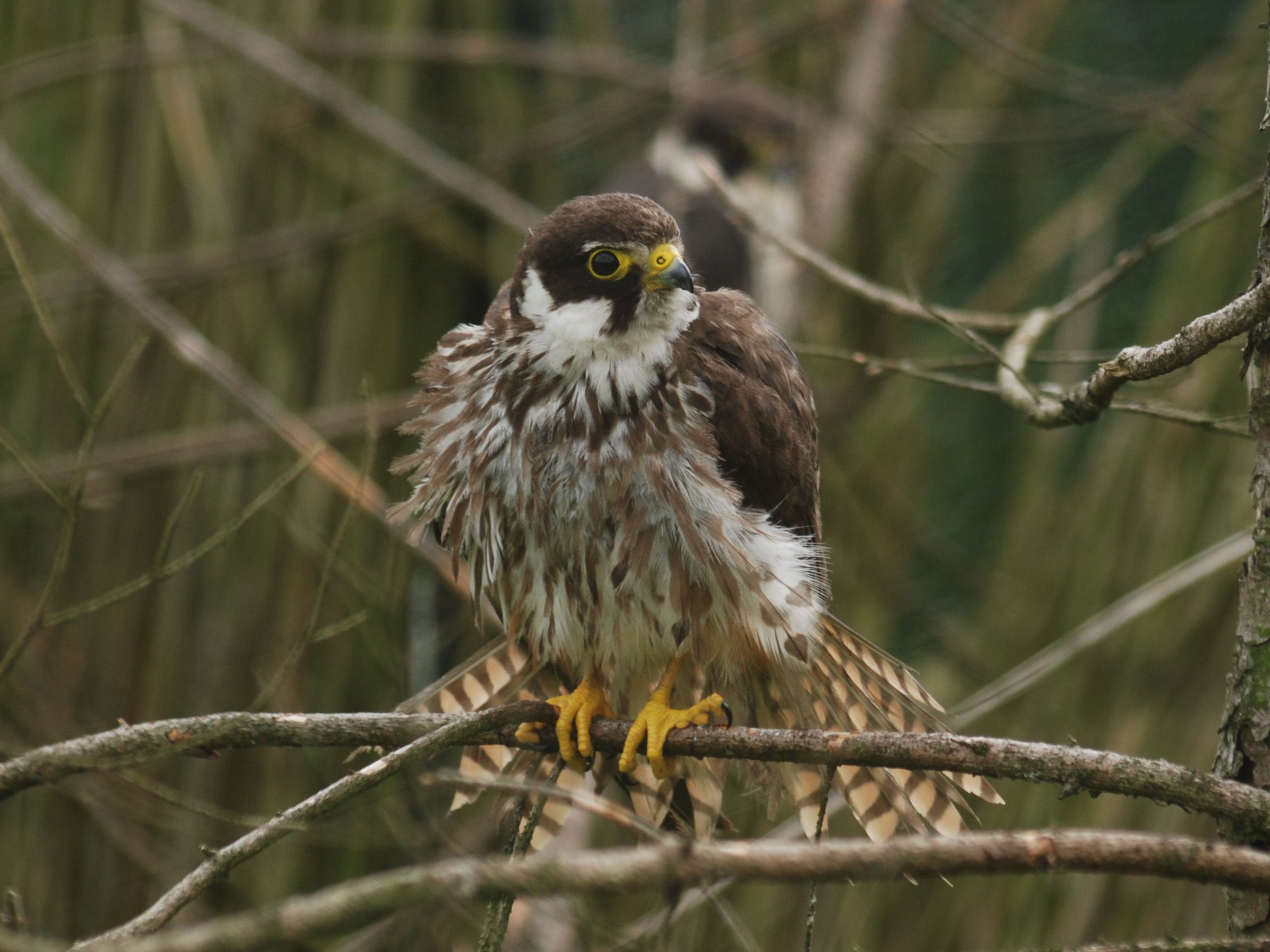
Baumfalke

Erhaltung von lichten Wäldern mit angrenzenden offenen Landschaften, von Altbäumen und Altholzinseln, von Überhältern, von Feldgehölzen oder Baumgruppen in Feldfluren oder entlang von Gewässern, von extensiv genutztem Grünland, von Gewässern mit strukturreichen Uferbereichen und Verlandungszonen, von Nistgelegenheiten wie Krähennester, des Nahrungsangebots, insbesondere mit Kleinvögeln und Großinsekten sowie störungsfreier oder zumindest störungsarmer Fortpflanzungsstätten während der Fortpflanzungszeit vom 15. April bis zum 15. September.

#### Beutelmeise(Remiz pendulinus)
Erhaltung von Flussauen, von ausgeprägten Krautschichten und typischen Kletterpflanzen der Auenwälder wie Hopfen und Waldrebe, von Sekundärlebensräumen wie aufgelassene Abbaustätten mit vorgenannten Lebensstätten, Erhaltung der Sümpfe mit ihren Wäldern, der Uferbereiche der Gewässer mit Röhrichten, Gebüschen und Silberweidenbeständen oder anderen Bäumen mit herabhängenden Zweigen sowie Erhaltung störungsfreier oder zumindest störungsarmer Fortpflanzungsstätten während der Fortpflanzungszeit vom 15. März bis zum 31. Juli.

#### Drosselrohrsänger(Acrocephalus arundinaceus)

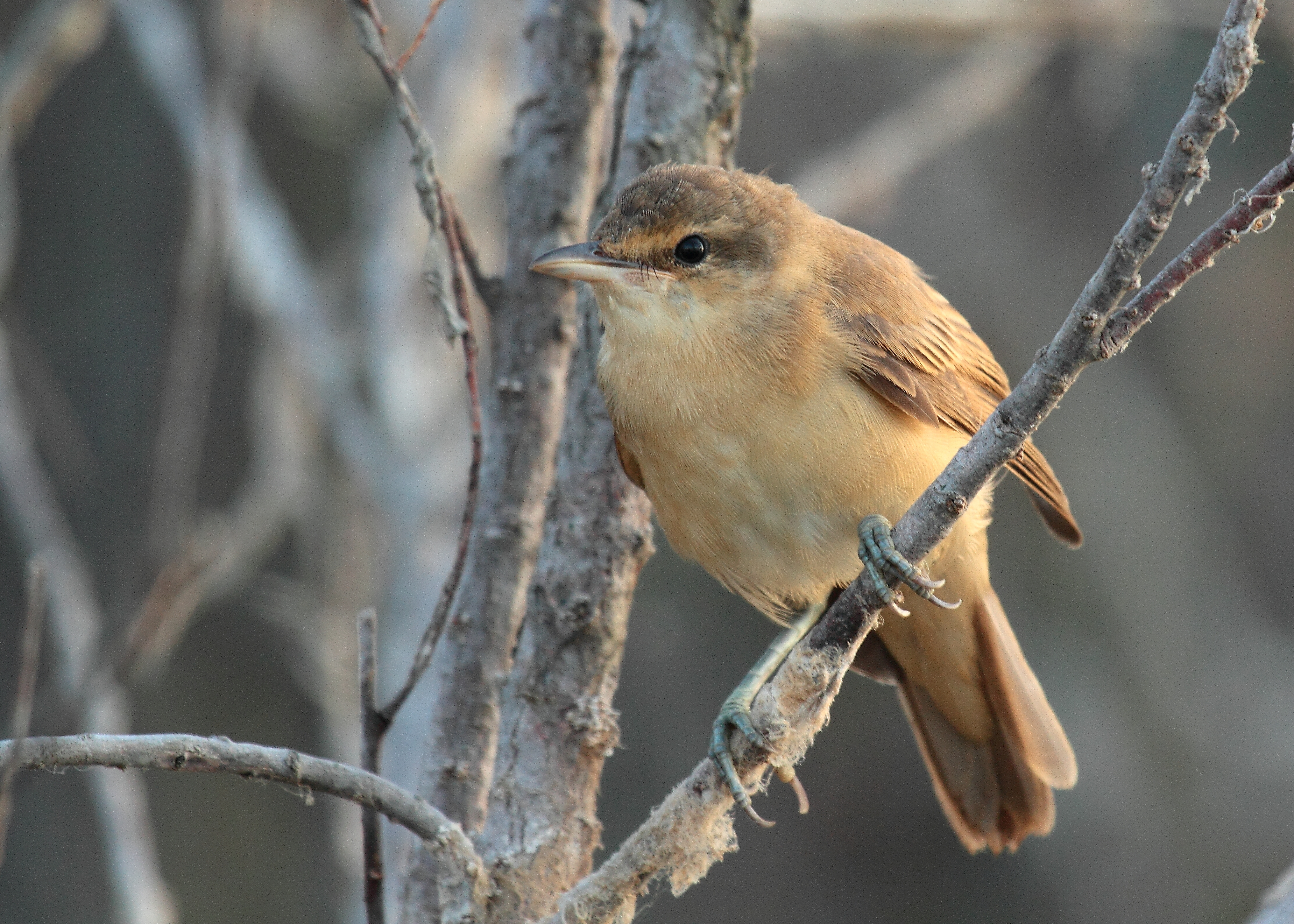
Drosselrohrsänger

Erhaltung der wasserständigen Röhrichte mit angrenzenden offenen Wasserflächen, insbesondere Schilfröhrichte mit unterschiedlicher Altersstruktur und stabilen Halmen, Erhaltung von langen Röhricht-Wasser-Grenzlinien wie sie durch Buchten, Schilfinseln und offene Wassergräben sowie kleinere freie Wasserflächen innerhalb der Röhrichte zustande kommen, von Sekundärlebensräumen wie Regenüberlaufbecken mit vorgenannten Lebensstätten, Erhaltung des Nahrungsangebots, insbesondere mit größeren Insekten sowie Erhaltung störungsfreier oder zumindest störungsarmer Fortpflanzungsstätten während der Fortpflanzungszeit (1. Mai bis 31. August).

#### Hohltaube(Columba oenas)
Erhaltung von Laub- und Laubmischwäldern, von Altbäumen und Altholzinseln, von Bäumen mit Großhöhlen sowie Grünlandgebieten und extensiv genutzten Feldfluren mit Brachen, Ackerrandstreifen sowie wildkrautreichen Grassäumen.

#### Kiebitz(Vanellus vanellus)

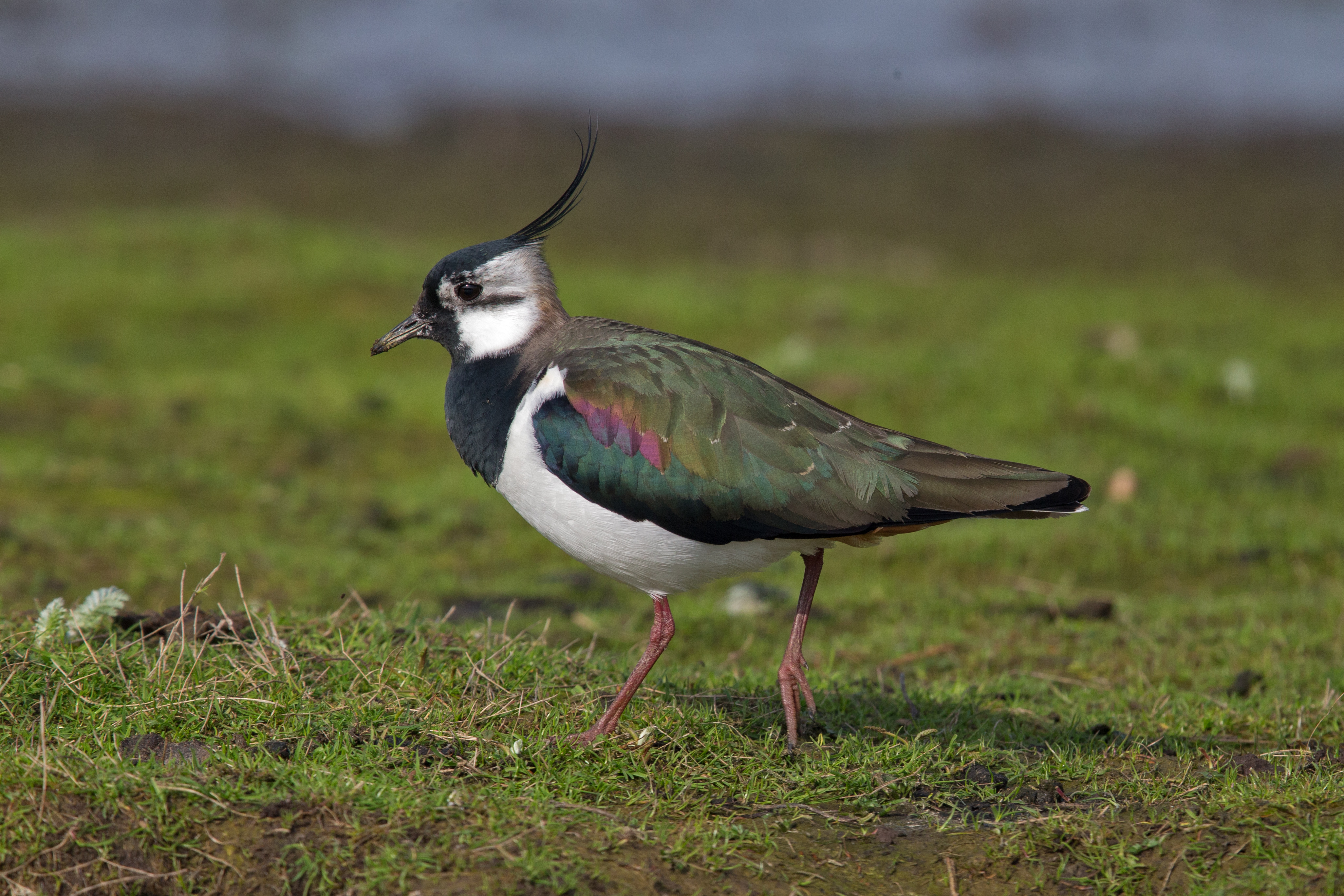
Kiebitz

Erhaltung von weiträumigen offenen Kulturlandschaften, Viehweiden, mageren Wiesen mit lückiger Vegetationsstruktur, Grünlandbrachen, Ackerland mit später Vegetationsentwicklung und angrenzendem Grünland, von Flutmulden, zeitweise überschwemmten Senken und nassen Ackerbereichen, Erhaltung der extensiv genutzten Feuchtwiesenkomplexe, der naturnahen Flussniederungen, der Gewässer mit Flachufern sowie Erhaltung störungsfreier oder zumindest störungsarmer Fortpflanzungsstätten während der Fortpflanzungszeit vom 1. Februar bis zum 31. August.

#### Nördlicher Raubwürger(Lanius excubitor)
Erhaltung von ausgedehnten extensiv bewirtschafteten Streuobstwiesen mit zahlreichen Büschen, von Heckengebieten mit den dortigen Kleinstrukturen wie Steinriegelhecken, kleinflächige Brachen, sumpfige Senken, Einzelbüsche und -bäume, unbefestigte Feldwege, Erhaltung der beweideten Wacholderheiden mit Busch- und Baumgruppen, Erhaltung von magerem Grünland, von Ödland- und Bracheflächen sowie Saumstreifen, Erhaltung der Moore mit Büschen und Bruchwaldinseln, der quelligen Stellen und sumpfigen Senken, Erhaltung von unzerschnittenen Landschaften, insbesondere ohne befestigte Wege und Straßen, Erhaltung des Nahrungsangebots, insbesondere mit Kleinsäugern und Großinsekten sowie Erhaltung störungsfreier oder zumindest störungsarmer Fortpflanzungsstätten während der Fortpflanzungszeit vom 15. Februar bis zum 15. Juli.

#### Tafelente(Aythya ferina)

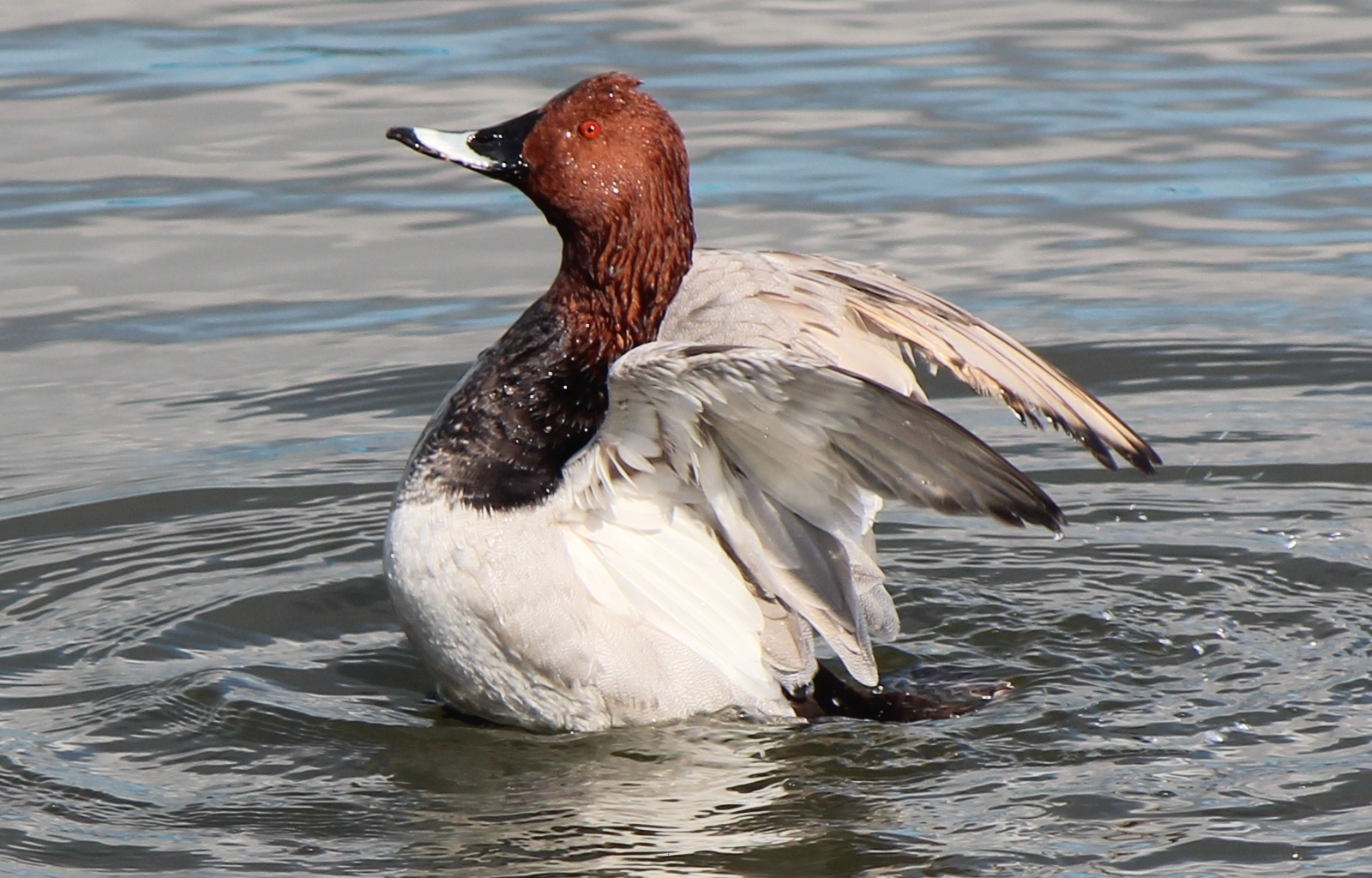
Tafelente

Erhaltung der Flachwasserseen mit reicher Ufervegetation und großen freien Wasserflächen sowie der schwach fließenden Gräben und des Baches mit reicher Ufervegetation, der Verlandungsbereiche mit Röhrichten, Seggen- oder Binsenbeständen, der offenen Flachwasserzonen, Erhaltung von Sekundärlebensräumen wie Regenüberlaufbecken mit vorgenannten Lebensstätten sowie Erhaltung störungsfreier oder zumindest störungsarmer Fortpflanzungs- bzw. Mauserstätten während der Brut- und Aufzuchtszeit (15. April bis 15. Oktober) und der Mauser (1. Juli bis 15. September).

#### Wasserralle(Rallus aquaticus)
Erhaltung der stehenden Gewässer mit Flachwasserzonen, der Fließgewässerabschnitte und Wassergräben mit deckungsreicher Ufervegetation, der Riede und Moore mit zumindest kleinen offenen Wasserflächen, der deckungsreichen Verlandungsbereiche mit flach überfluteten Röhrichten, Großseggenrieden und Ufergebüschen, der Lebensräume ohne Gefahrenquellen wie Freileitungen, Erhaltung von Sekundärlebensräumen wie aufgelassene Abbaustätten mit vorgenannten Lebensstätten sowie Erhaltung störungsfreier oder zumindest störungsarmer Fortpflanzungsstätten während der Fortpflanzungszeit (15. März bis 15. September).

#### Wendehals(Jynx torquilla)
Erhaltung von aufgelockerten Laub-, Misch- und Kiefernwäldern auf trockenen Standorten sowie Auenwäldern mit Lichtungen oder am Rande von Offenland, Erhaltung von extensiv bewirtschafteten Streuobstbeständen, Magerrasen, Heiden und Steinriegel-Hecken-Gebieten, von mageren Mähwiesen oder Viehweiden sowie Feldgehölzen, Erhaltung von zeitlich differenzierten Nutzungen im Grünland, von Altbäumen und Altholzinseln, von Bäumen mit Höhlen, Erhaltung von Randstreifen, Rainen, Böschungen und gesäumten gestuften Waldrändern sowie Erhaltung des Nahrungsangebots, insbesondere mit Wiesenameisen.

#### Wiedehopf(Upupa epops)

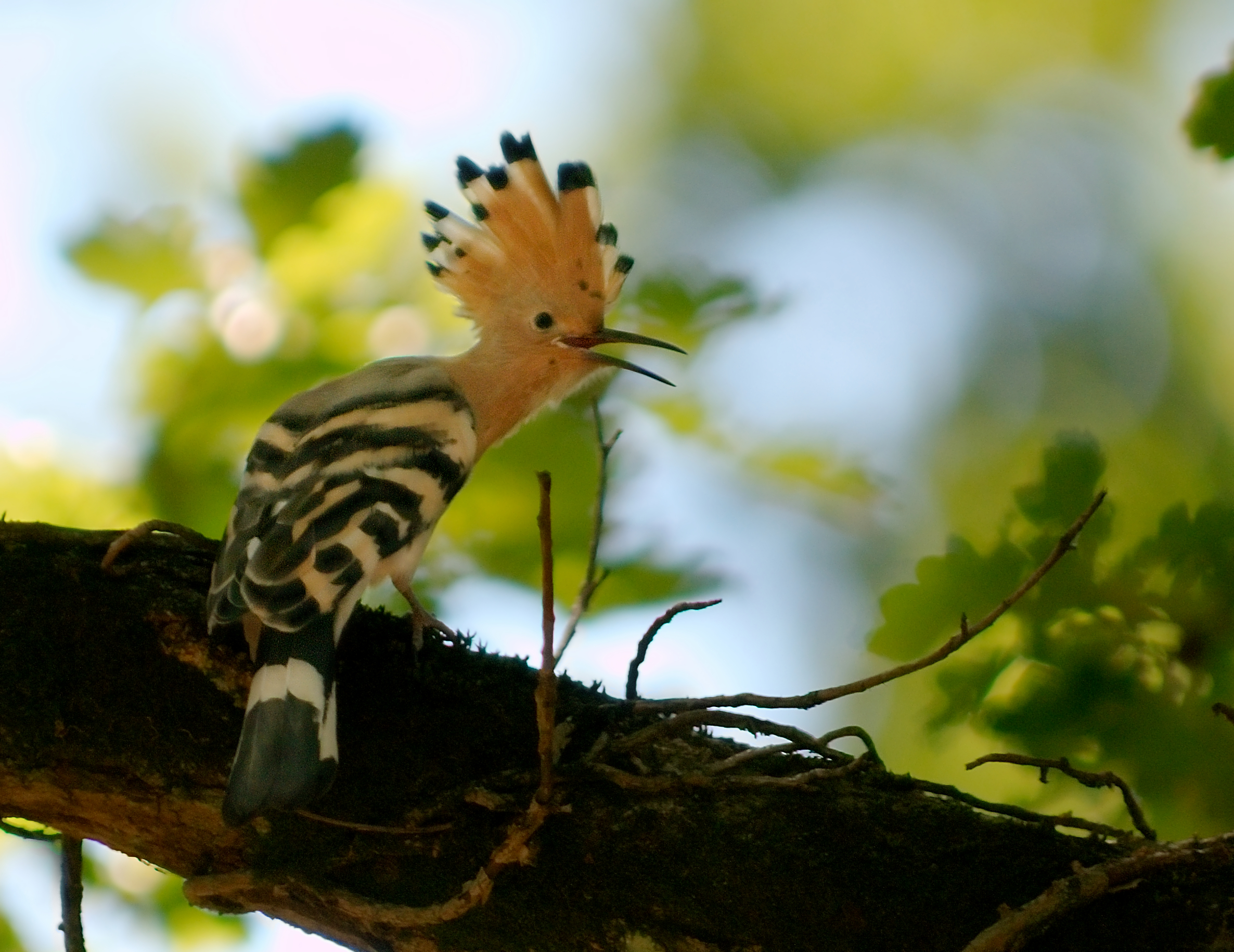
Wiedehopf

Erhaltung von extensiv bewirtschafteten Streuobstwiesen sowie Wiesen- und Weinbaulandschaften, von blütenreichen Böschungen und Ruderalfluren, extensiven Viehweiden, von zeitlich differenzierten Nutzungen im Grünland, von lichten Waldbeständen, von Feldgärten, Altbäumen und Altholzinselninsbesondere im Waldrandbereich, Erhaltung der Mager- und Trockenrasen, der Bäume mit Großhöhlen in bis zu zehn Meter Höhe sowie der Nisthilfen und weiterer Nistgelegenheiten wie Höhlungen in Mauern, Hütten und Holzstapeln, Erhaltung des Nahrungsangebots, insbesondere mit größeren Insekten wie Maulwurfs- und Feldgrillen sowie großen Käfern sowie Erhaltung störungsfreier oder zumindest störungsarmer Fortpflanzungsstätten während der Fortpflanzungszeit zwischen dem 1. April bis zum 31. August.